# Гейсарийе
Гейсарийе — историко-архитектурный памятник XVII века, расположенный в Ордубаде, Нахичеванская Автономная Республика. Расположенный на рыночной площади в центре города Ордубад, он является одним из тюрко-исламских памятников Нахчывана. Общая площадь Гейсарийе составляет 540 м². Он состоит из одного большого купола и примыкающих к нему 16 маленьких куполов. Памятник построен из жжёного кирпича. Высота сооружения достигает 8,5 метров. Окна исторического здания украшены решётками.

## История
Слово «Гейсарийе» означает крытый восточный рынок, построенный для продажи старинных деревянных драгоценностей и драгоценных камней. Такие постройки можно найти в мире в трёх местах — Самарканде, Тебризе и Ордубаде. Здесь продавались в основном золотые украшения. Здесь также выставлялись на продажу некоторые вещи шахов, такие как драгоценности, красные драгоценные камни. Поэтому этот памятник назывался ещё и «Базар Шаха».
Шах Аббас построил здание для своей жены. Целью постройки была продажа золота и драгоценностей, принадлежащих шаху Аббасу.
В более позднее время здание использовалось как зорхана. В период деятельности зорханы здесь пробовали свои силы борцы из Ирана, Турции, Хамадана и других мест. Победитель получал пригоршню золота у сидевшего в кельях хана. Примерно в середине XIX века в этом здании собирались члены литературного собрания «Анкумани-шуара», основанного в Ордубаде, и читали свои сочинения и вели литературные дискуссии. В XX веке памятник действовал как мастерская по производству шёлковых тканей, а в 1978 году был восстановлен архитектором Закиром Бабаевым. В соответствии с приказом Председателя Верховного Совета Нахичеванской Автономной Республики в 2010 году в Гейсарийе были проведены восстановительные работы.
С 1991 года в этом здании действует Историко-этнографический музей Ордубадского района. 14 января 2011 года исторический памятник Гейсарийе был открыт после реставрации. Отремонтирована крыша здания, восстановлена сетевая система и внутренние стены. Внутреннее убранство здания облицовано кирпичом, открыты складские помещения и кабинеты для сотрудников музея, установлена система освещения экспозиционного зала.

## Экспонаты
В музее выставлены художественные экспонаты древних времен, в том числе шелковые изделия. В музее сохранилось более 4000 экспонатов, начал работу со 150 экспонатами. В 2016 году в музее появилось более 30 новых экспонатов оружия XIV-XV веков, медной тары и исторической литературы. В музее есть железные инструменты. По словам пожилых жителей района, в XVII веке на дверях домов в Ордубаде висели два разных железных молоточка. Одним из них стучала женщина, тогда дверь открывала женщина из дома. Другим инструментом стучал мужчина.
Гранитные камни Гамигая, относящиеся ко II-I тысячелетию до н.э., являются старейшими экспонатами музея. Здесь также сохранились 32 рукописные копии Корана.
В Ордубадском музее также есть сундук с колоколом. Богач из Ордубада по имени Арбуб привез его из Франции для хранения своих драгоценных вещей. Вес сундука составляет 347 килограммов. Также есть сейфы для хранения золота. Колокольчики на сундуке предназначены для предотвращения кражи.

## Галерея

Перед реконструкцией
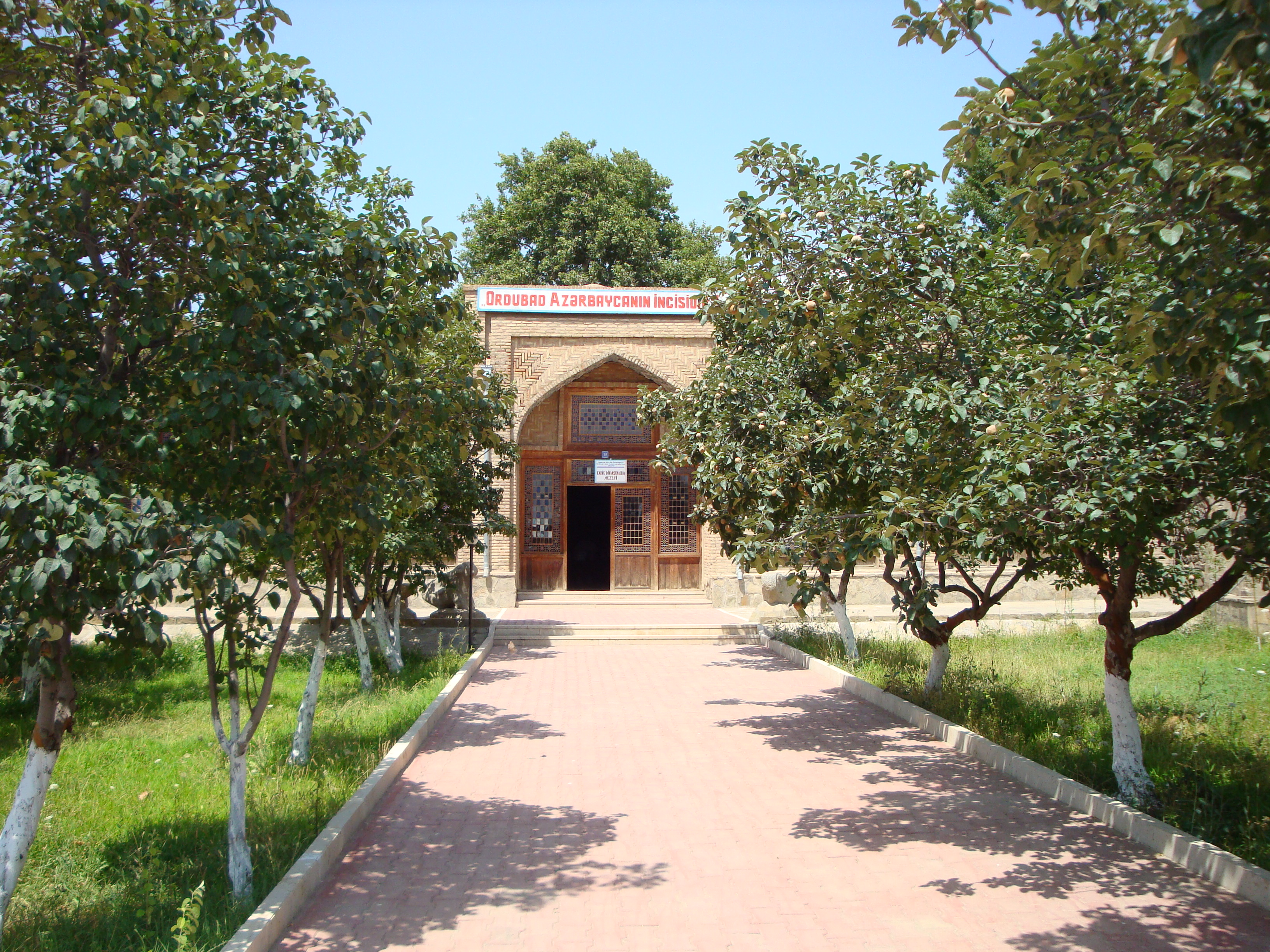
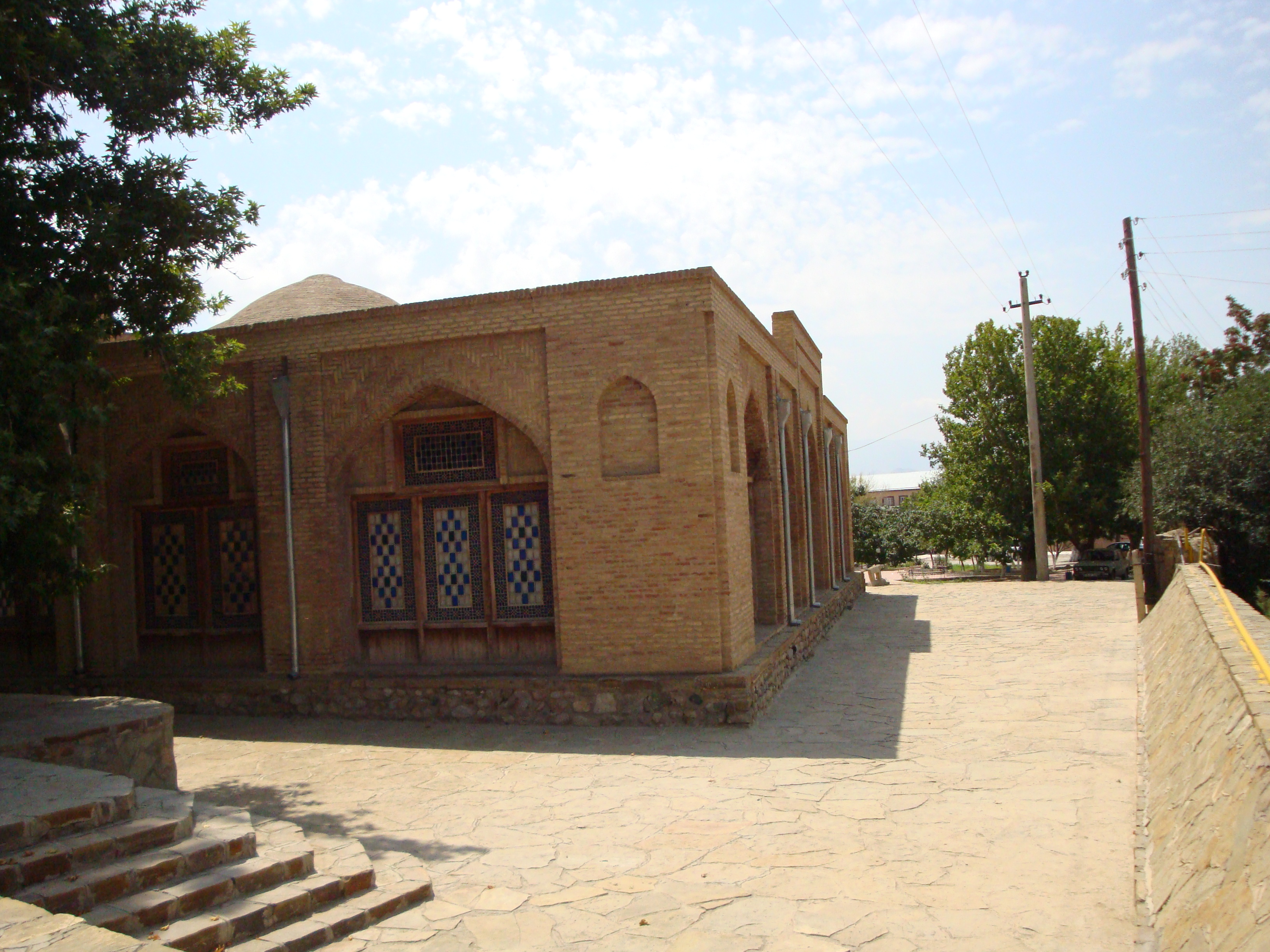
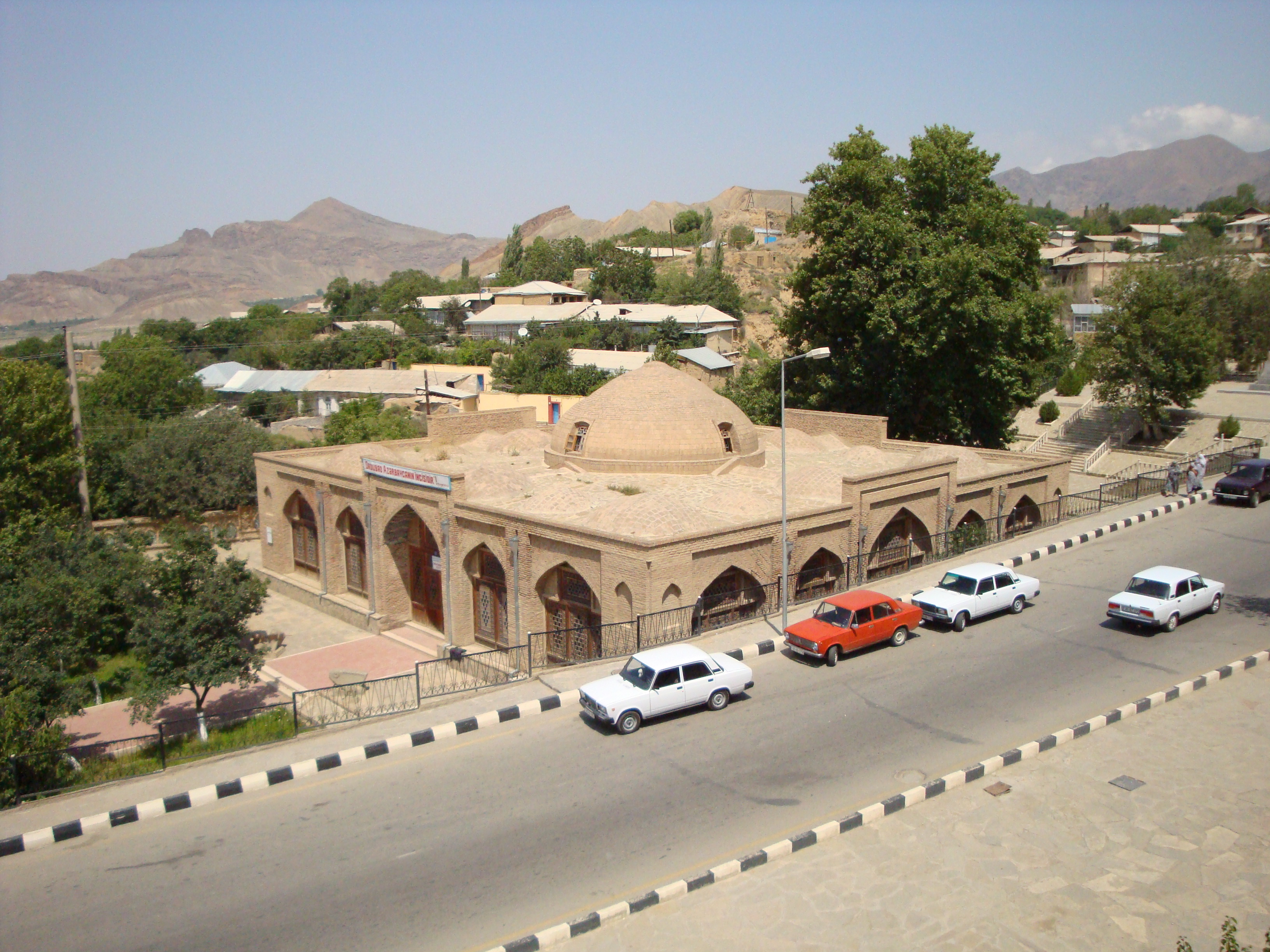

После реконструкции
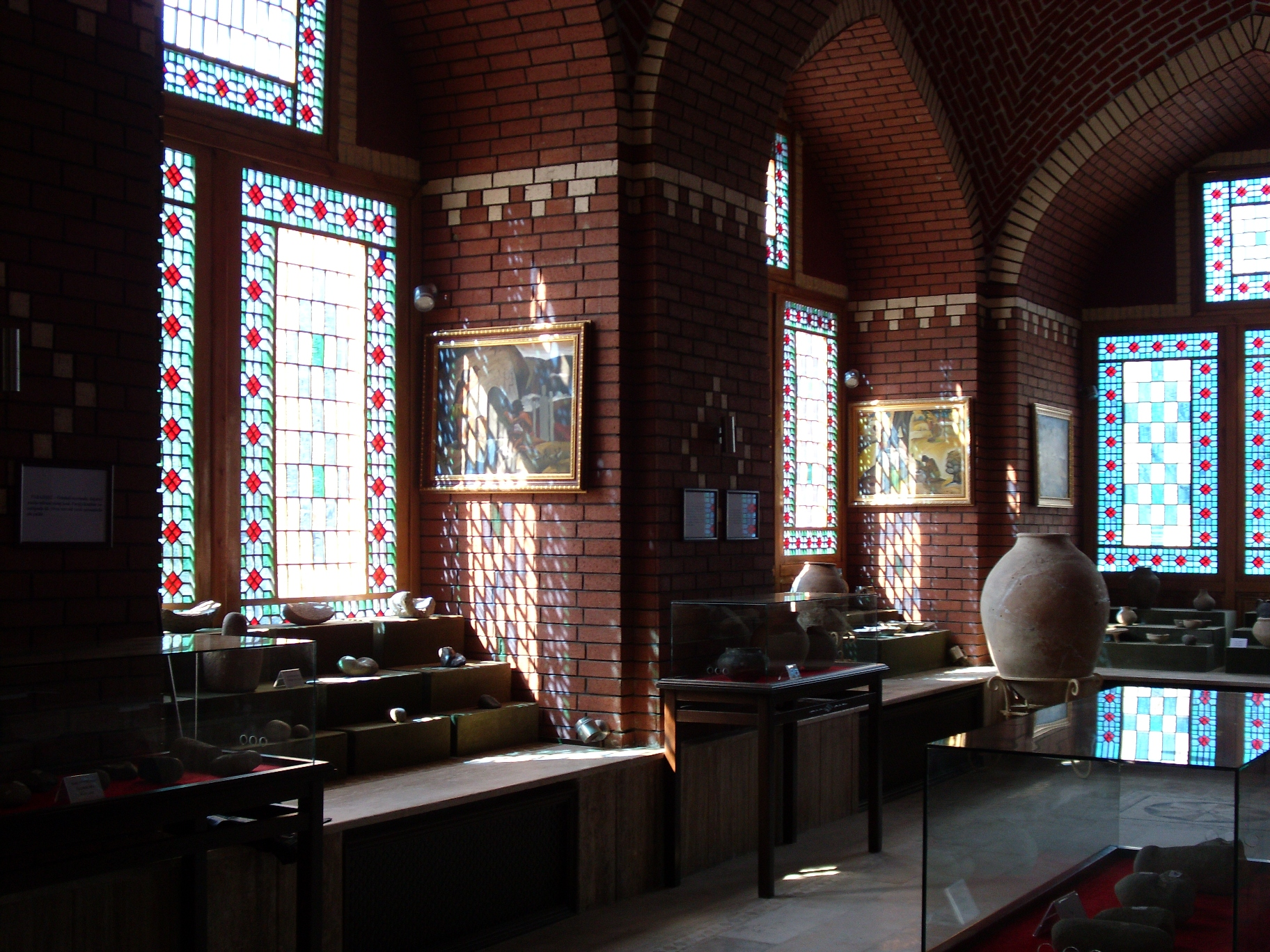
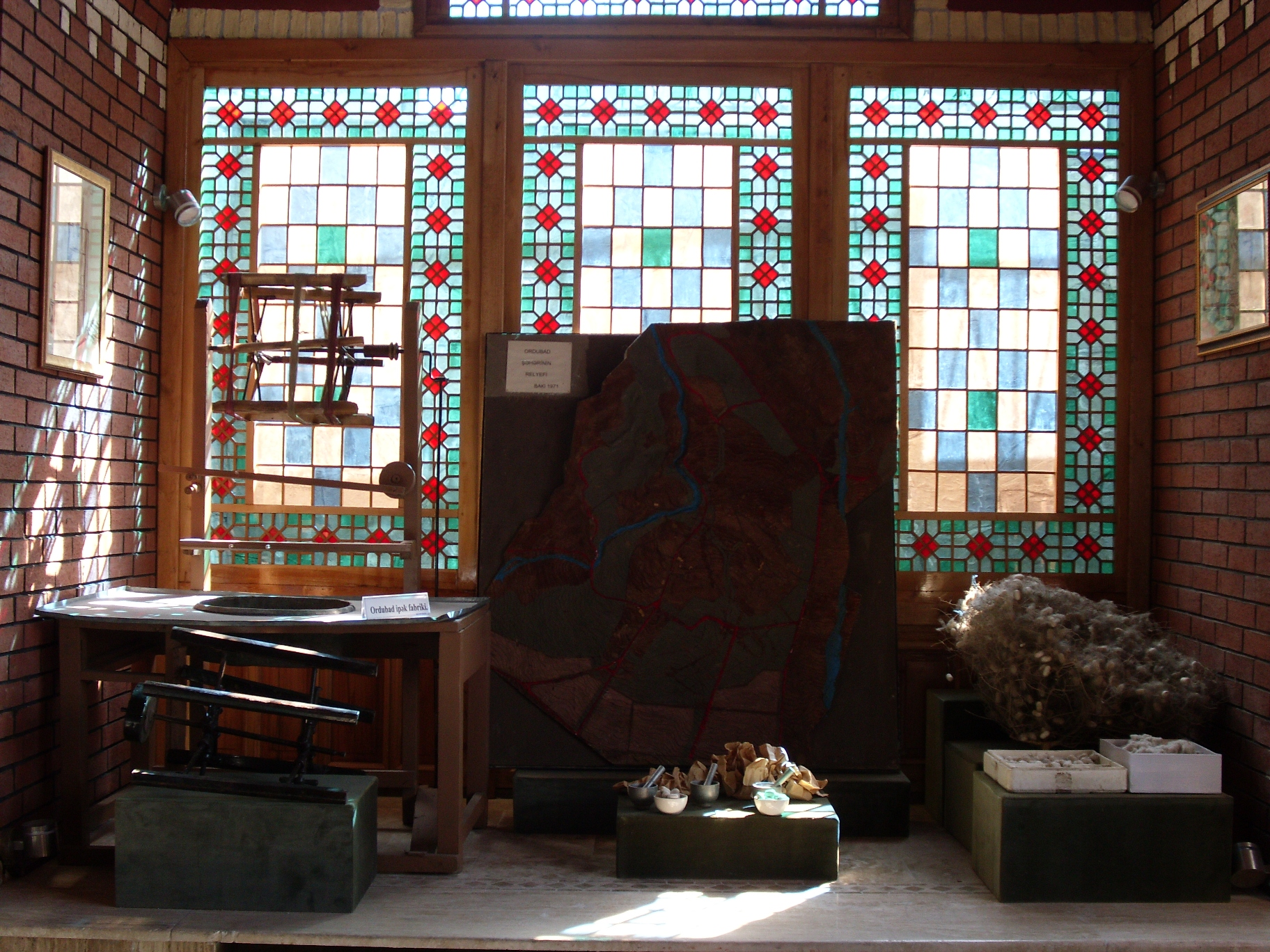
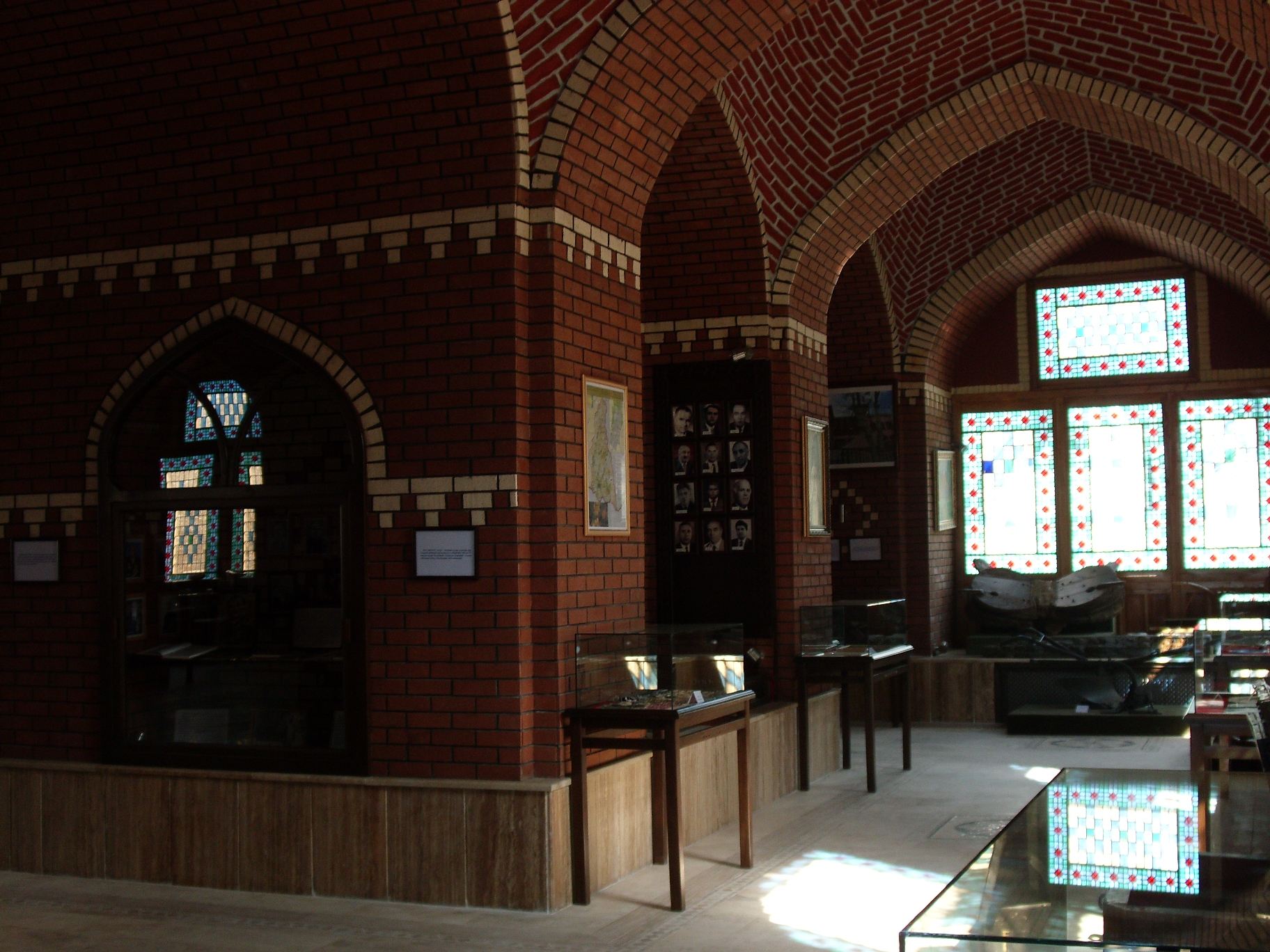
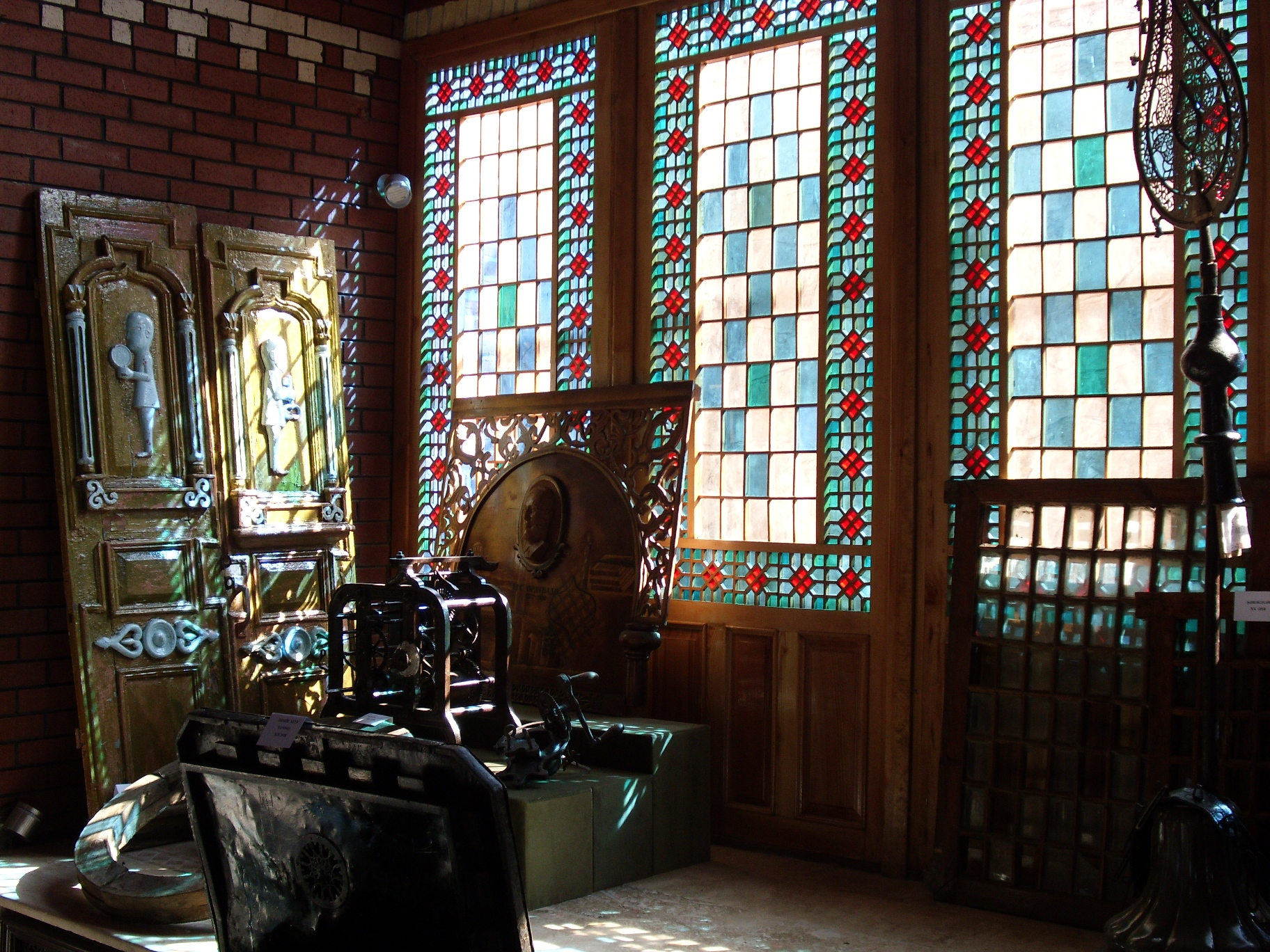
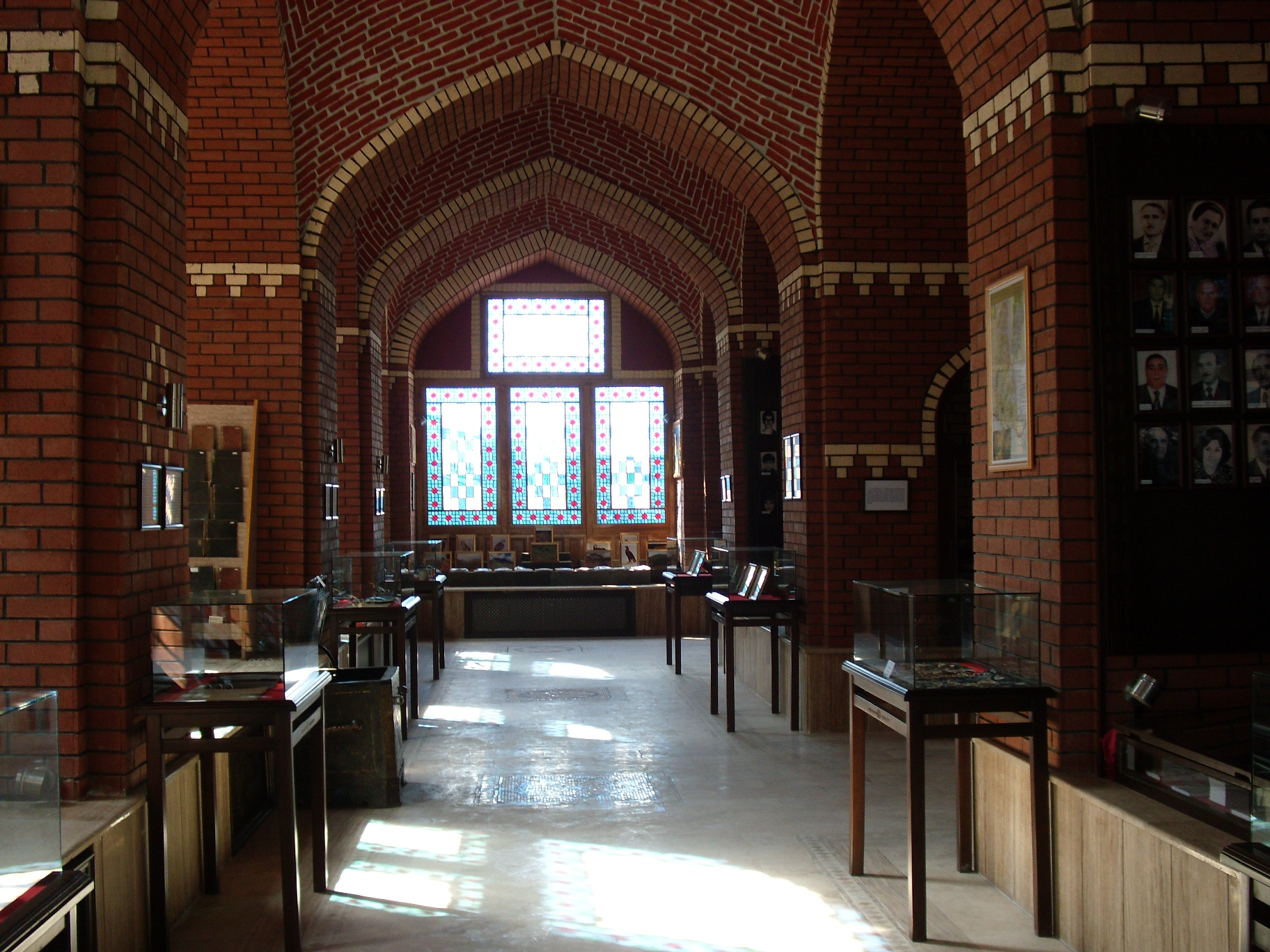
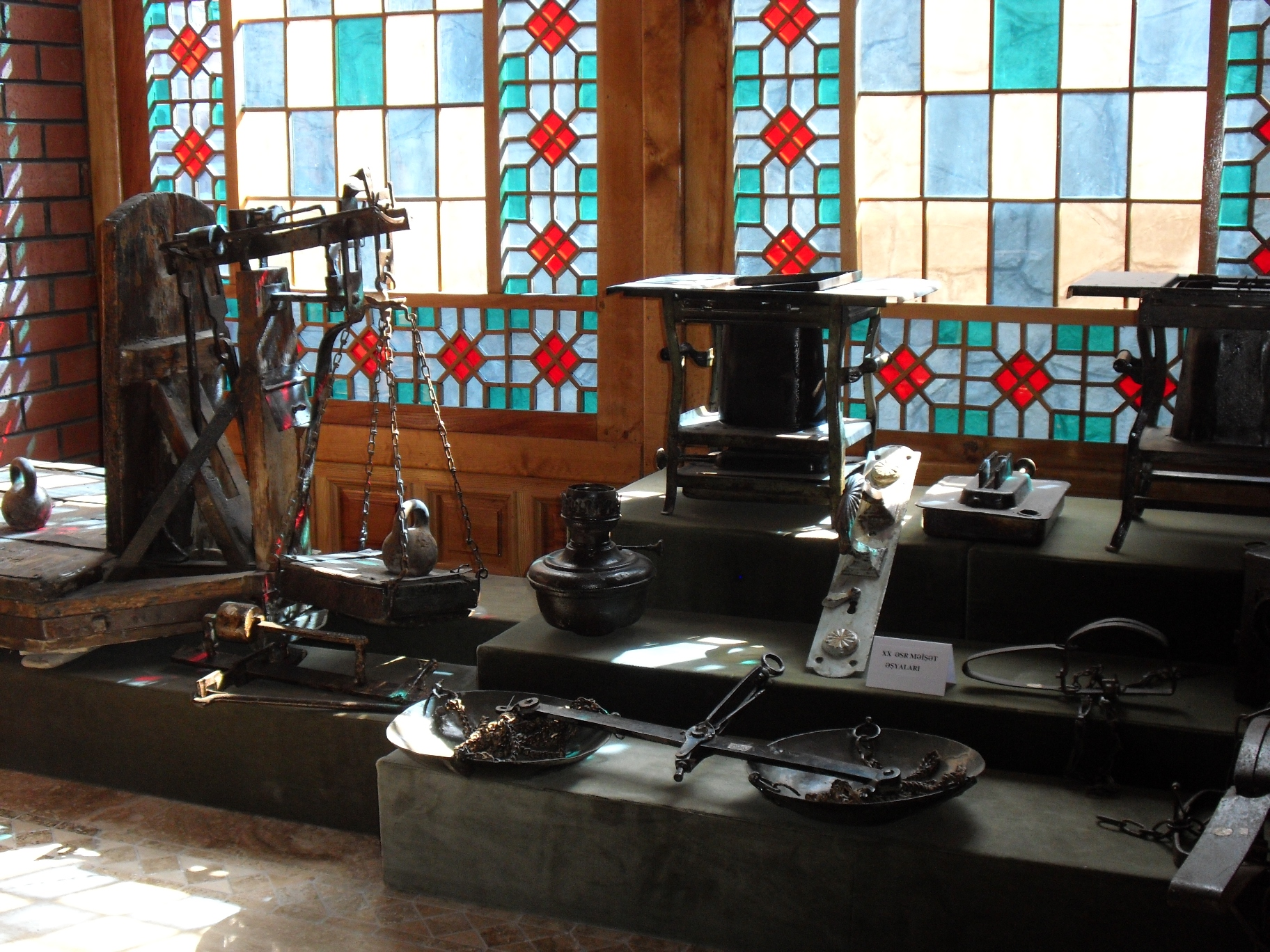
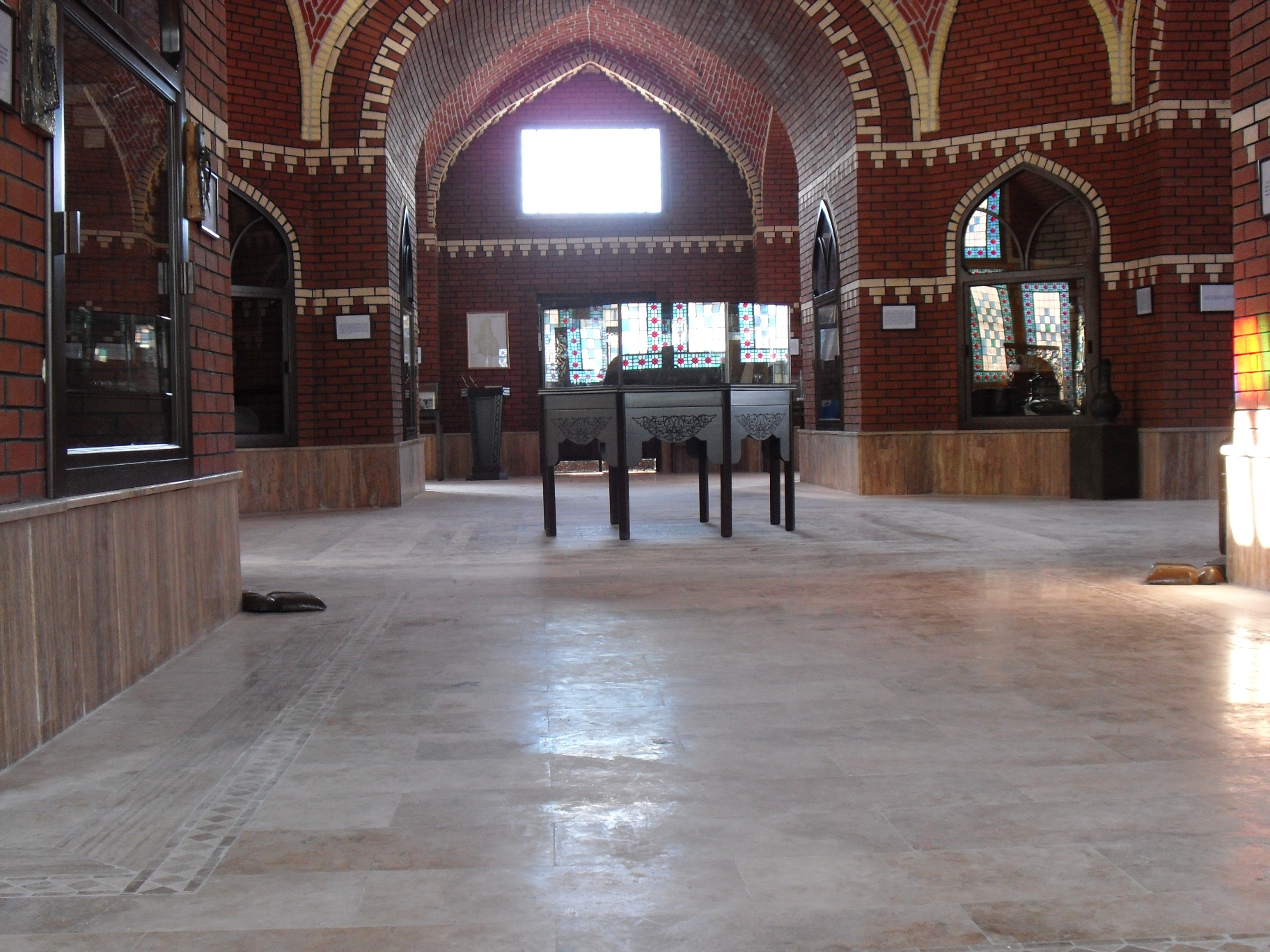
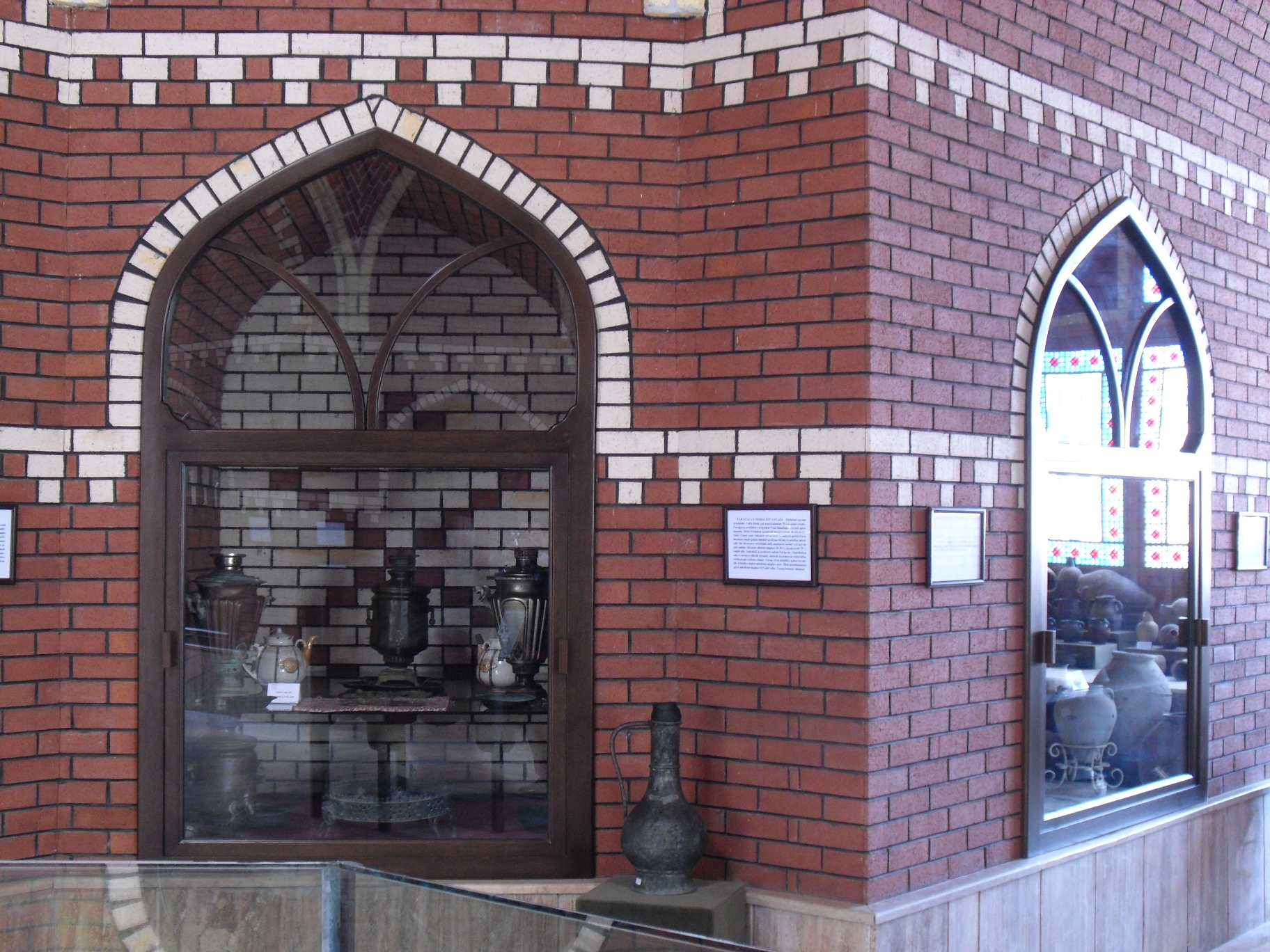
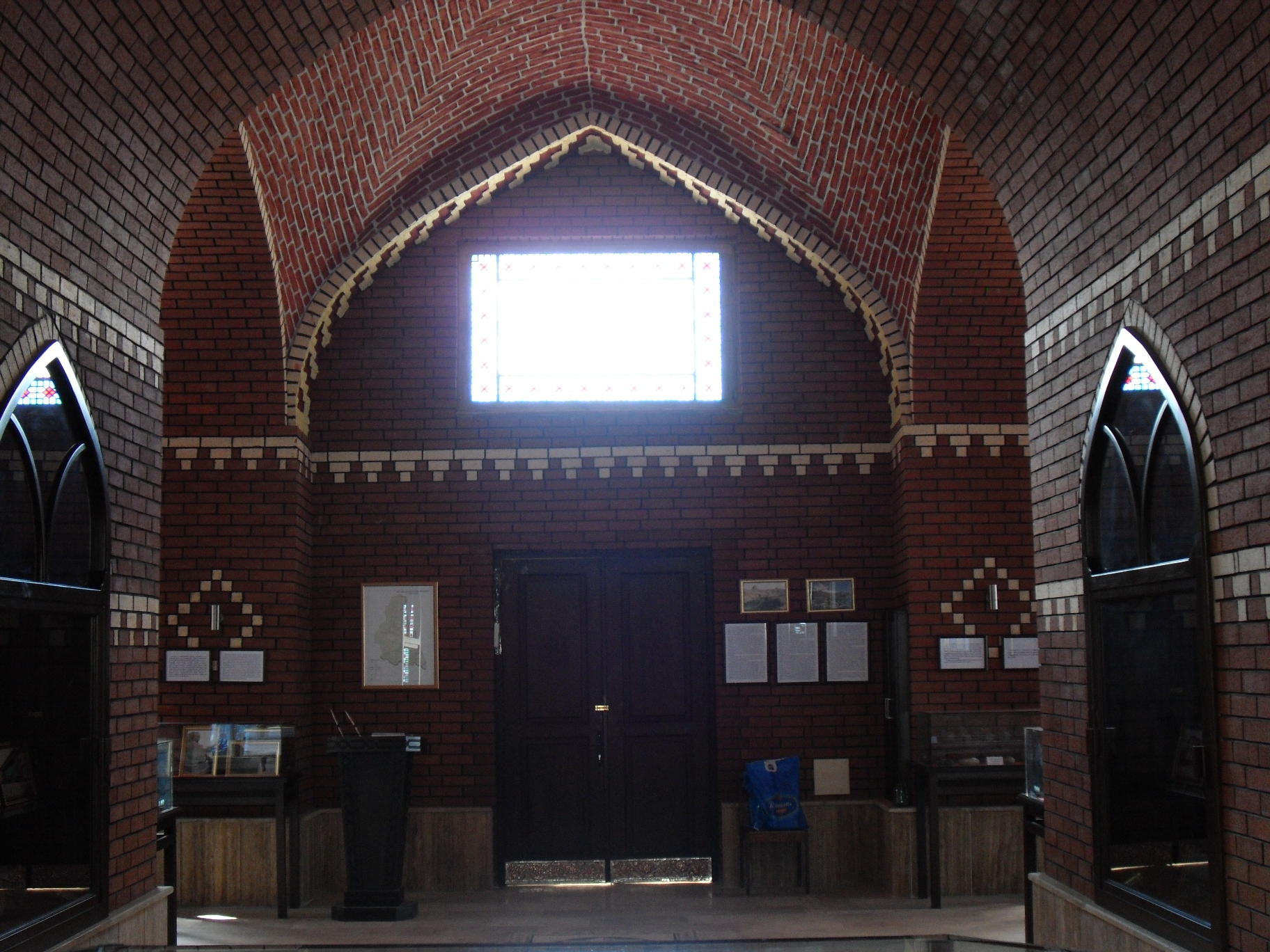
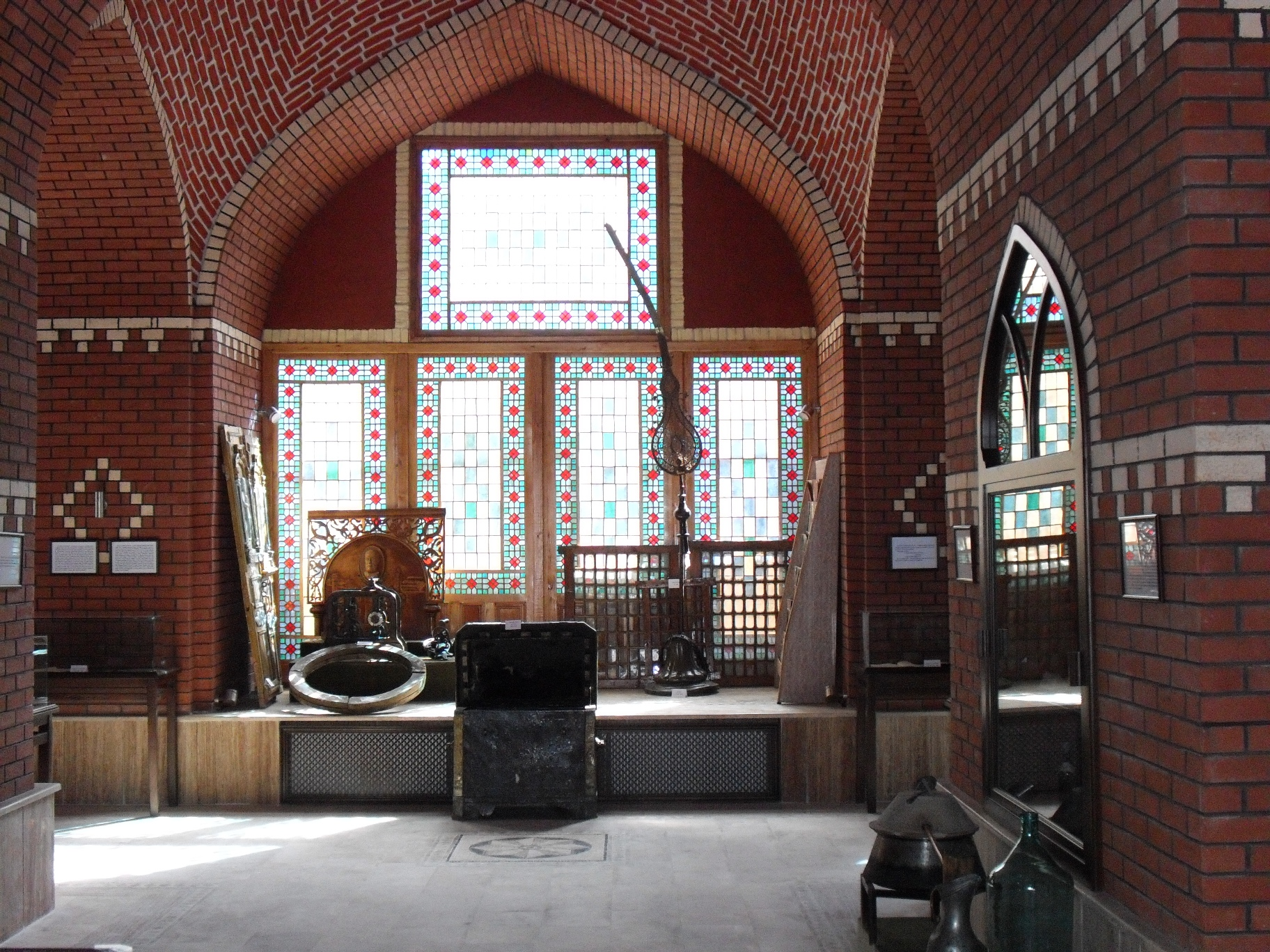
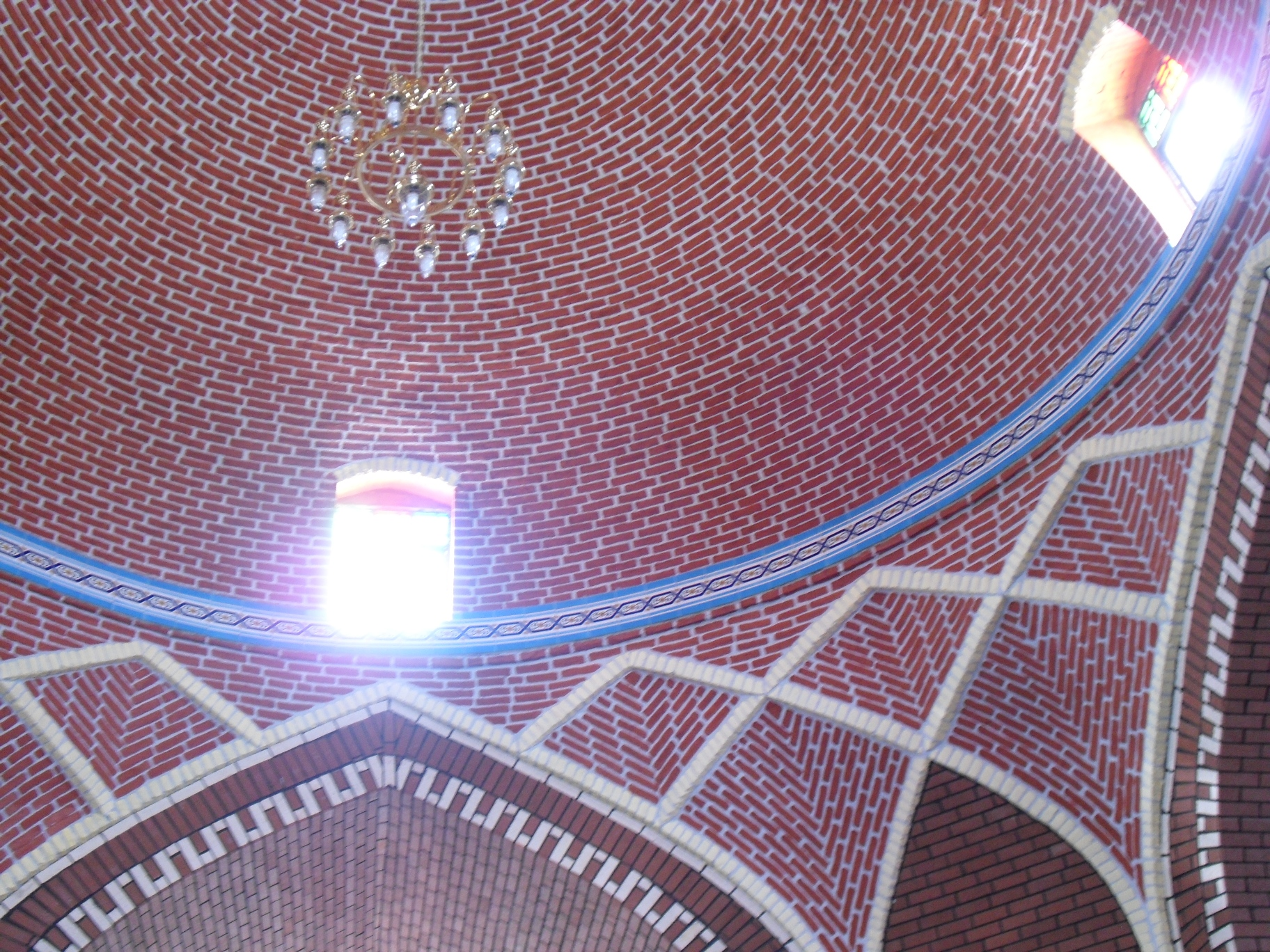
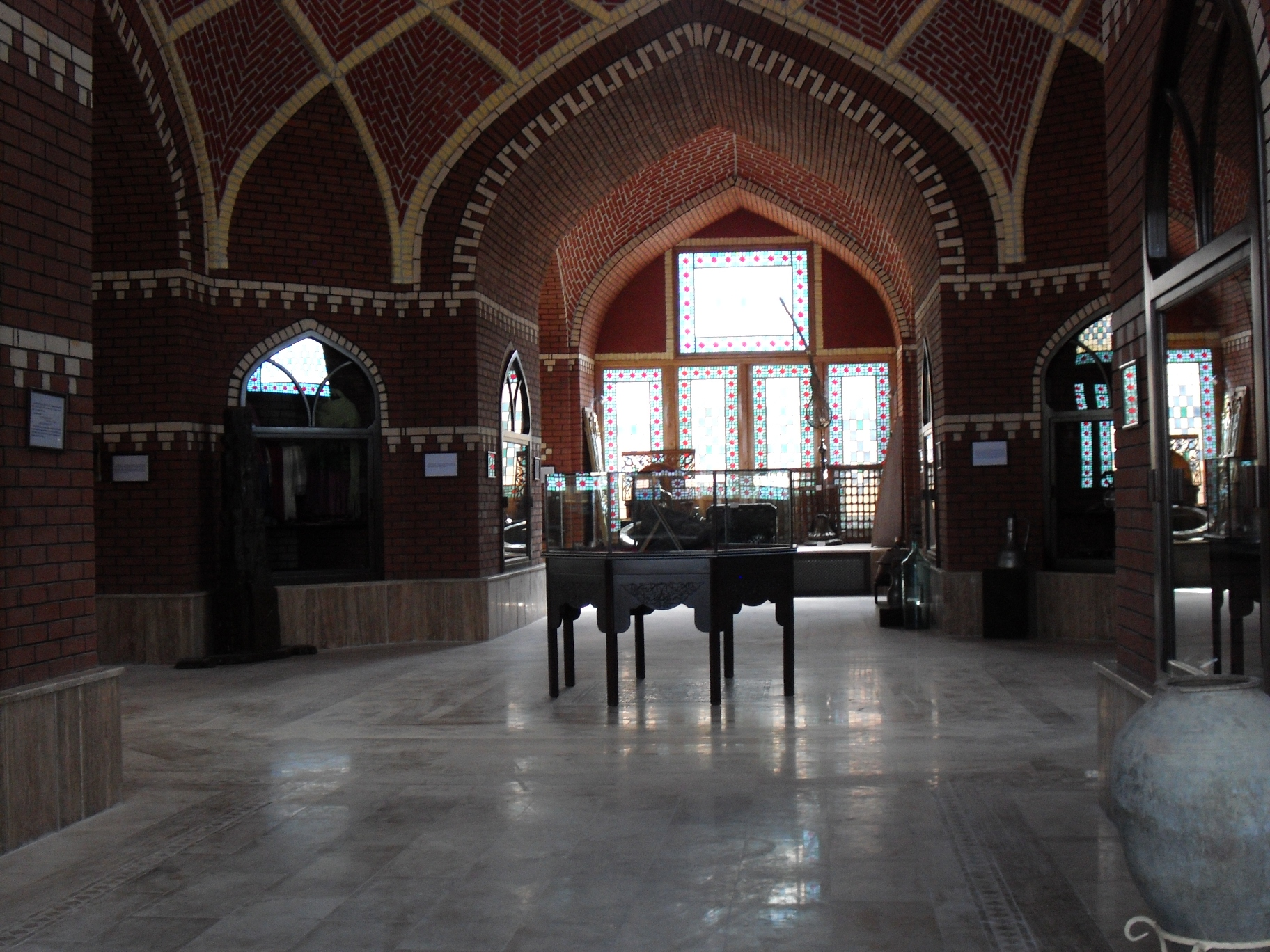